# Ouazebas
Ouazebas (fin IVe siècle) est un roi aksoum.

## Contexte
Selon Jacqueline Pirenne il est chrétien et règne vers 460. 